# Jan Steler
Jan Steler (* 10. September 1928 in Szopienice, Polen; † 12. August 2006 in Cassis, Frankreich) war ein polnisch-französischer Bobsportler, Architekt von Rennrodel- und Bobbahnen sowie Rennrodelfunktionär. Von 1971 bis 1994 war er Generalsekretär sowie von 1994 bis zu seinem Tod Vizepräsident für Internationale Aufgaben der Fédération Internationale de Luge de Course. 1994 erhielt er den Olympischen Orden.

## Leben
Steler wuchs in Polen auf. Er studierte Architektur am Polytechnikum Warschau und war von 1949 bis 1959 Mitglied der polnischen Bob-Nationalmannschaft. 1955 wurde er in die Technische Kommission des Sektion Rennrodeln der Fédération Internationale de Bobsleigh et de Tobogganing aufgenommen. Auch nach der Ausgründung der Fédération Internationale de Luge de Course 1957 fungierte er in dieser Kommission. 1959 wanderte er nach Frankreich aus. 1971 wurde Steler zum Generalsekretär des Fédération Internationale de Luge de Course gewählt und bekleidete diesen Posten, bis er 1994 die Position des Vizepräsidenten für Internationale Aufgaben übernahm. Für den Bau der olympischen Rennrodel- und Bobbahnen der Winterspiele Grenoble 1968 (Bobbahn L’Alpe d’Huez), Sapporo 1972, Lake Placid 1980 (Olympia-Bobbahn Mount Van Hoevenberg), Albertville 1992 (Piste de La Plagne), Lillehammer 1994 (Lillehammer Olympiske Bob- og Akebane) sowie Salt Lake City 2002 (Utah Olympic Park Track) war er an der Projektierung beteiligt. 1993 wurde ihm für sein langjähriges Engagement der Olympische Orden des Internationalen Olympischen Komitees verliehen.
Am 12. August 2006 erlag Steler im Alter von 77 Jahren einem längeren Herzleiden. Seine Urne wurde in seiner polnischen Heimat Katowice beigesetzt. Steler war über 50 Jahre als Funktionär für den Internationalen Rennrodelverband tätig.